# Buddismo

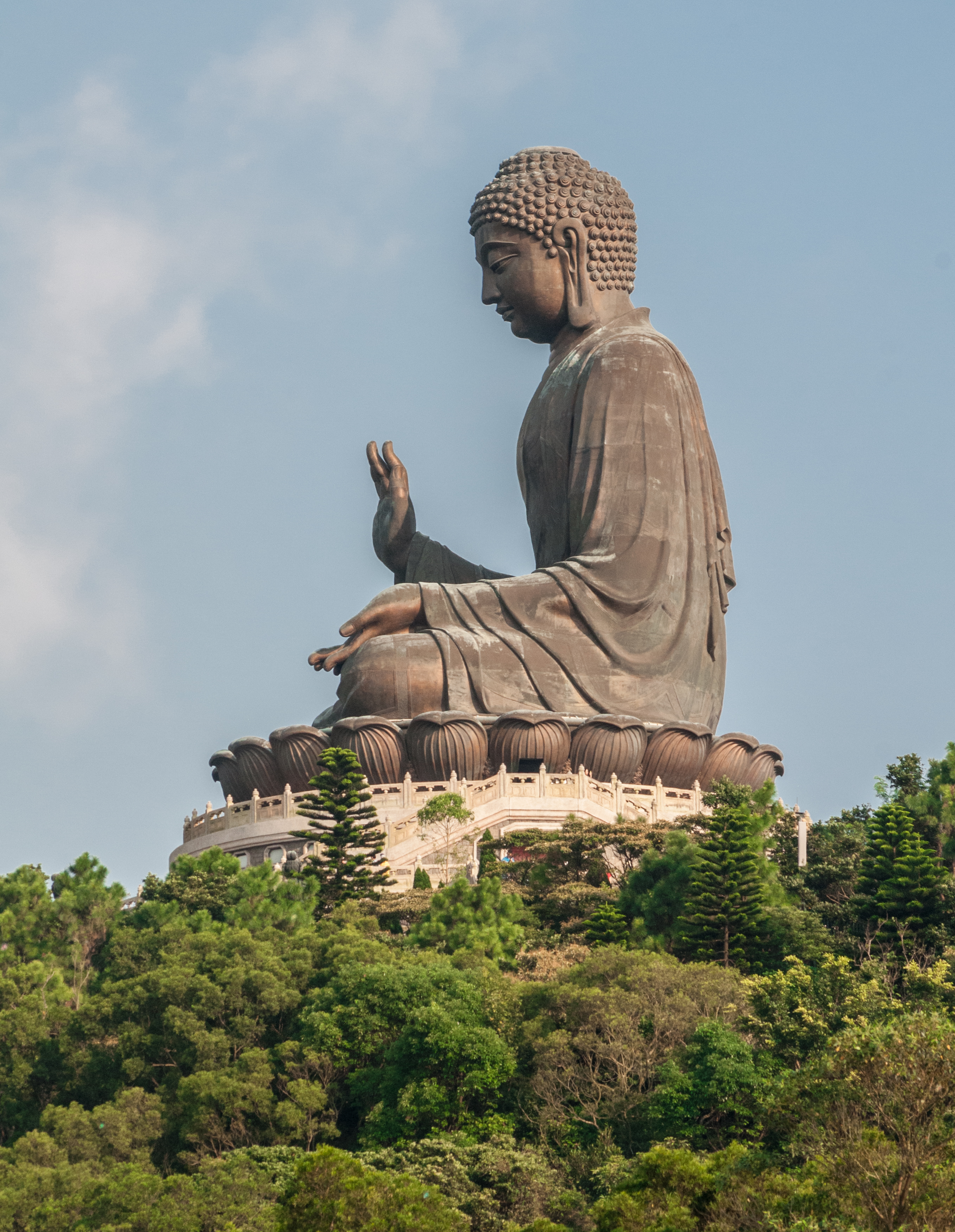
Statua del Buddha Shakyamuni situata nel monastero di Baolian, (isola di Lantau, Hong Kong, Cina). Inaugurata il 29 dicembre 1993, alta oltre 26 metri, è una delle più grandi al mondo. La sua mano destra è sollevata nell'abhyamudrā, il "gesto di incoraggiamento" per invitare ad avvicinarsi; la mano sinistra è invece nel varadamudrā, il "gesto di esaudimento", ovvero la disponibilità ad esaudire i desideri dei fedeli.

La bandiera buddista.

Il dharmacakra, simbolo della religione buddista.

Il buddismo o buddhismo (in sanscrito बुद्ध शासन, buddha-śāsana) è una delle filosofie religiose più antiche e diffuse al mondo. Originato dagli insegnamenti dell'asceta itinerante indiano Siddhārtha Gautama (VI, V sec. a.C.), comunemente si riassume nelle dottrine fondate sulle quattro nobili verità (sanscrito: Catvāri-ārya-satyāni). Nel mondo ha tra i 350 e i 550 milioni di fedeli.
Con il termine buddismo si indica quell'insieme di tradizioni, sistemi di pensiero, pratiche e tecniche spirituali, individuali e devozionali, nate dalle differenti interpretazioni di queste dottrine, che si sono evolute in modo anche molto eterogeneo e diversificato.
Sorto nel VI-V secolo a.C. come disciplina spirituale assunse nei secoli successivi i caratteri di dottrina filosofica e, secondo alcuni autori, di religione "ateistica", intendendo con quest'ultimo termine non la negazione dell'esistenza degli dei (deva), quanto piuttosto il fatto che la devozione ad essi, fatto comunque considerato positivo, non condurrebbe alla liberazione ultima. Altri considerano i libri sacri buddisti (Canone pāli, Canone cinese e Canone tibetano) testi che non divinizzano Siddhārtha Gautama Buddha sakyamuni ma Adi-Buddha o Buddha eterno, concetti buddisti equivalenti a Dio; tuttavia non è una concezione affine a quella della divinità in senso occidentale, quanto, nel buddismo Mahāyāna, il principio della buddhità, raffigurato a volte nelle figure dei Buddha come Vairocana o Amitabha, manifestatosi storicamente come Gautama. Il Mahāyāna venera anche i bodhisattva, esseri vicini all'illuminazione.
A partire dall'India il buddismo si diffuse nei secoli successivi soprattutto nel Sud-est asiatico e in Estremo Oriente, giungendo, a partire dal XIX secolo, anche in Occidente.
Di seguito la classifica dei praticanti Buddisti per singolo paese:
1. Bhutan 98%
2. Thailandia 95%
3. Cambogia 95%
4. Laos 90%
5. Birmania 85%
6. Sri Lanka 70%
7. Mongolia 53%
8. Giappone 40%
9. Taiwan 35%
10. Singapore 33%
11. Corea del Sud 23%
12. Malaysia 20%
13. Cina 20%
14. Vietnam 16%
15. Nepal 9%
16. Indonesia 5%
17. India 2%

## Origini del termine
La parola buddismo fu introdotta in Europa nel XIX secolo per riferirsi a ciò che è correlabile agli insegnamenti di Siddhārtha Gautama in quanto Buddha. In realtà un'unica parola per esprimere questo concetto non esiste in nessuno dei paesi asiatici originari di tale tradizione religiosa..
La traduzione dei termini originari letteralmente va intesa come "insegnamento del Buddha" (sanscrito buddha-śāsana, pāli buddha-sāsana, cinese 佛教 pinyin fójiào Wade-Giles fo2-chiao4, giapponese bukkyō, tibetano sangs rgyas kyi bka' , coreano 불교 bulgyo, vietnamita phật giáo).
Originariamente "l'insegnamento del Buddha" si denominava come dharma Vinaya (pāli dhamma-vinaya, cinese 法律 fǎlǜ, giapponese hōritsu, tibetano chos 'dul ba, coreano 법률 bŏpnyul, vietnamita phật pháp), ma questa denominazione non ha avuto quella diffusione nelle lingue asiatiche diverse dal sanscrito quanto invece la denominazione buddha-śāsana.
Altri termini sanscriti con cui viene indicato il buddismo, nella sua accezione di religione esposta dal Buddha Shakyamuni, sono: buddhânuśāsana, jinaśāsana, tathāgataśāsana, dharma, buddhânuśāsti, śāsana, śāstuḥ ma anche buddha-dharma e buddha-vacana.

## Storia

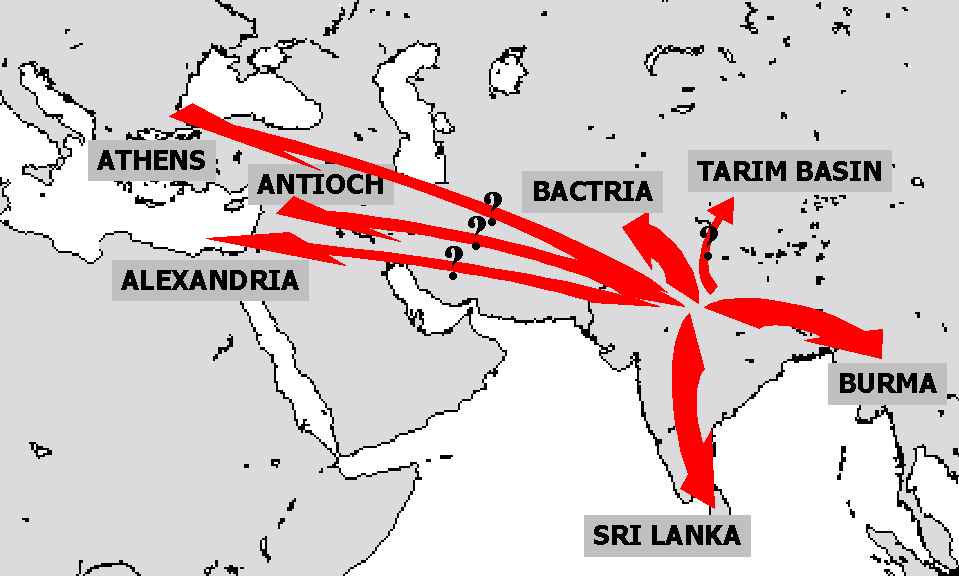
Proselitismo buddista al tempo del re (260-218 a.C.), così come descritto dai suoi editti.

La storia del buddismo inizia nel VI-V secolo a.C., con la predicazione di Siddhārtha Gautama. Nel lungo periodo della sua esistenza, la religione si è evoluta adattandosi ai vari Paesi, epoche e culture che ha attraversato, aggiungendo alla sua originale impronta indiana elementi culturali ellenistici, dell'Asia Centrale, dell'Estremo Oriente e del Sud-Est Asiatico; la sua diffusione geografica fu considerevole al punto da aver influenzato in diverse epoche storiche gran parte del continente asiatico. La storia del buddismo, come quella delle maggiori religioni, è anche caratterizzata da numerose correnti di pensiero e divisioni, con la formazione di varie scuole; tra queste, le più importanti esistenti sono la scuola Theravāda, le scuole del Mahāyāna e le scuole Vajrayāna.

## I fondamenti del buddismo

### I fondamenti del buddismo dei Nikāya e del BuddismoTheravāda

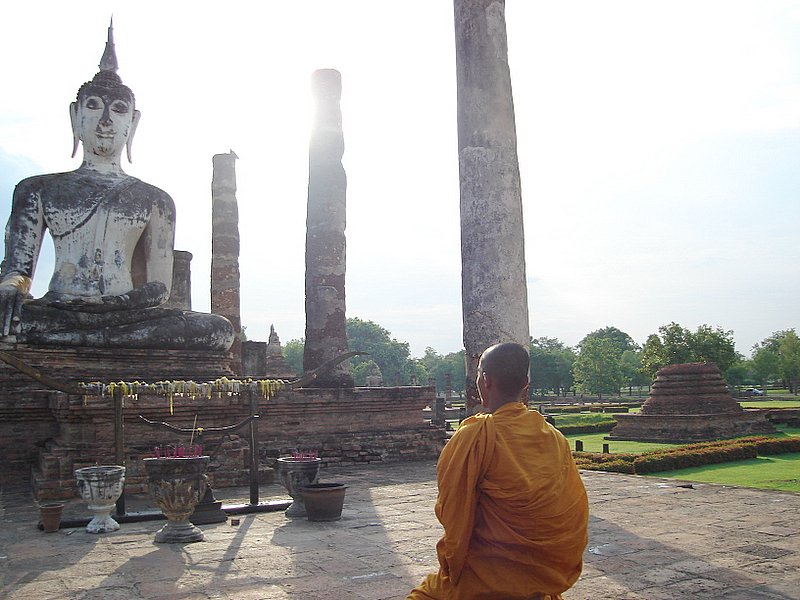
Monaco buddista in meditazione nel Wat Mahathat (Sukhothai), Thailandia.

All'origine e a fondamento del buddismo dei Nikāya e del buddismo Theravāda troviamo le quattro nobili verità. Si narra che il Buddha, meditando sotto l'albero della Bodhi, le comprese nel momento del proprio risveglio spirituale.
Esse sono riportate in vari discorsi del Canone pāli, a cominciare dal Dhammacakkappavattana Sutta del Saṃyutta Nikāya, e nel Canone cinese nello Záhánjīng (雜含經, giapp. Zōgon agonkyō, collocato nello Āhánbù, T.D. 99.2.1a-373b), traduzione in cinese del testo sanscrito Saṃyuktāgama al cui interno è collocato il Dharmacakrapravartana Sūtra.
Questo è, sempre secondo la tradizione, il primo discorso del Buddha, tenuto nel parco delle gazzelle nei pressi di Sarnath vicino Varanasi (detta anche Benares) nel 528 a.C. ai suoi primi cinque discepoli, all'età di 35 anni, dopo che nei pressi del villaggio di Bodhgaya, nell'odierno Stato del Bihar, aveva raggiunto il risveglio spirituale.
Questo discorso è quindi anche detto il "Discorso di Benares", fondamentale per il buddismo, che da esso prende le mosse, tanto da essere considerato l'evento che dà inizio al dharma, ossia la dottrina buddista. La ricorrenza di questo evento è celebrata nei paesi di tradizione theravāda con la festa di Āsāḷha Pūjā. Da altri è invece considerato il punto d'inizio della prima comunità buddista, formata proprio da quei cinque asceti che lo avevano abbandonato anni prima sfiduciati, dopo essere stati a lungo suoi discepoli.
In questo discorso si identifica il buddismo come "la via di mezzo" (sanscrito madhyamā pratipadā, pāli majjhimā pāṭipadā) in cui si riconosce che la retta condotta risiede nella linea mediana di condotta di vita evitando tanto gli eccessi e gli assolutismi, quanto il lassismo e l'individualismo.
Nell'esposizione di questo insegnamento il Buddha enuncia le quattro nobili verità, frutto del proprio risveglio spirituale testé raggiunto, che contemplano l'aspetto pratico della condotta di vita e della pratica spirituale buddista nel cosiddetto Nobile ottuplice sentiero, che costituisce il secondo cardine dottrinale del buddismo.
I punti salienti della visione buddista della "realtà percettiva" indirizzata dall'insegnamento del Buddha, sono:
1. La dottrina della sofferenza o duḥkha (sans., dukkha, pāli), ossia che tutti gli aggregati (fisici o mentali) sono causa di sofferenza qualora li si voglia trattenere ed essi cessino, oppure si voglia separarsene ed essi permangano.
2. La dottrina dell'impermanenza o anitya (sans., anicca, pāli), ossia che tutto quanto è composto di aggregati (fisici o mentali) è soggetto alla nascita ed è quindi soggetto a decadenza ed estinzione con la decadenza ed estinzione degli aggregati che lo sostengono;
3. La dottrina dell'assenza di un io eterno e immutabile, la cosiddetta dottrina dell'anātman (sans., anattā, pāli) come conseguenza di una riflessione sui due punti precedenti.

Tale visione è integrata nella:
- Dottrina della coproduzione condizionata (sans. pratītyasamutpāda, pāli paṭiccasamuppāda), ossia del meccanismo di causa ed effetto che lega gli esseri alle illusioni e agli attaccamenti che costituiscono la base della sofferenza esistenziale;
- Dottrina della vacuità (sans. śunyātā, pāli: suññatā) che insiste sull'inesistenza di una proprietà intrinseca nei composti e nei processi che formano la realtà e sulla stretta interdipendenza degli stessi.

Un elemento importante del buddismo, riportato in tutti i Canoni, è la conferma dell'esistenza delle divinità come già proclamate dalla letteratura religiosa vedica (i deva, tuttavia, nel buddismo sono sottomessi alla legge del karma e la loro esistenza è condizionata dal saṃsāra). Così nel Majjhima Nikāya 100 II-212 dove al brahmano Sangarava che gli chiedeva se esistessero i Deva, il Buddha storico rispose: «I Deva esistono! È questo un fatto che io ho riconosciuto e su cui tutto il mondo è d'accordo». Sempre nei testi che raccolgono i suoi insegnamenti, testi riconosciuti tra i più antichi in assoluto e conservati sia nel Canone pāli che nel Canone cinese e che la storiografia contemporanea inquadra nel termine Āgama-Nikāya, il Buddha storico consiglia a due brāhmaṇa che, dopo aver dato da mangiare a uomini santi, si debba dedicare questa azione alle divinità (deva) locali che restituiranno l'onore concesso loro assicurando il benessere dell'individuo (Digha-nikāya, 2,88-89). È evidente, a partire da questi due antichi brani, la certezza da parte del Buddha storico che le divinità esistessero e andassero onorate. A differenza, tuttavia, delle altre correnti religiose dell'epoca, il Buddha ritiene che le divinità non possano offrire all'uomo la salvezza dal saṃsāra, né un significato ultimo della propria esistenza. Va precisato, peraltro, che non esiste, né è mai esistita alcuna scuola buddista al mondo che affermi, o abbia affermato, l'inesistenza delle divinità. Tuttavia la totale mancanza di centralità delle divinità nelle pratiche religiose e nelle dottrine buddiste di tutte le epoche ha fatto considerare, da parte di alcuni studiosi contemporanei, il buddismo come una religione 'atea'.

### I fondamenti del buddismoMahāyāna
A questo quadro dottrinario, proprio del buddismo dei Nikāya e del buddismo Theravāda, il buddismo Mahāyāna aggiunge le dottrine esposte nei Prajñāpāramitā sūtra e nel Sutra del loto. All'interno di questi insegnamenti la dottrina della vacuità (sans. śunyātā) acquisisce un ruolo assolutamente centrale in quanto rende correlate, nella Realtà assoluta, tutte le altre realtà e dottrine. Questa unificazione nella vacuità, ovvero di privazione di sostanzialità inerente, fa dichiarare al patriarca del Mahāyāna, Nāgārjuna:
(Nāgārjuna, Mūla-madhyamaka-kārikā, XXV, 19-20)
Per il Sutra del Loto inoltre:
Questa presentazione delle quattro nobili verità nella parte più antica del Sutra del Loto indica che, secondo le dottrine esposte in questo Sutra e attribuite da questo testo allo stesso Buddha Śākyamuni, tale dottrina non esaurisce l'insegnamento buddista il quale deve invece mirare all'anuttara-samyak-sambodhi ovvero all'illuminazione profonda e non limitarsi al nirvāṇa generato dalla comprensione delle quattro nobili verità. Nel suo complesso anche il Sutra del Loto non insiste sulle dottrine del duḥkha (la sofferenza, la prima delle quattro nobili verità) e dell'anitya (impermanenza dei fenomeni) quanto piuttosto su quelle dell'anātman e dello śūnyatā (assenza di sostanzialità inerente a tutti i fenomeni). Il Dharma esposto nei primi 14 capitoli del Sutra del Loto corrisponde alla verità dell'apparire dei fenomeni secondo la causazione che segue le dieci condizioni (o "talità", sanscrito tathata) descritte nel II capitolo del Sutra. Il Dharma profondo è quindi nella comprensione della causa dei fenomeni; la realizzazione spirituale, la bodhi profonda (l'anuttarā-samyak-saṃbodhi), consiste nel comprendere questa "causa" dell'esistere, mentre la verità della sofferenza (duḥkha), come anche la dottrina dell'anitya, implica solo un giudizio. Nel Sutra del Loto non viene quindi enfatizzata la verità della sofferenza contenuta nelle quattro nobili verità. Ecco perché quando il Buddha è sollecitato a insegnare la Legge "profonda" (nel II capitolo) non la esprime con la dottrina delle quattro nobili verità (considerata nel Sutra come dottrina hīnayāna) ma la esprime secondo le dieci talità (o condizioni, sanscrito tathātā, dottrina mahāyāna).

### I fondamenti del buddismoMahāyāna-Vajrayāna

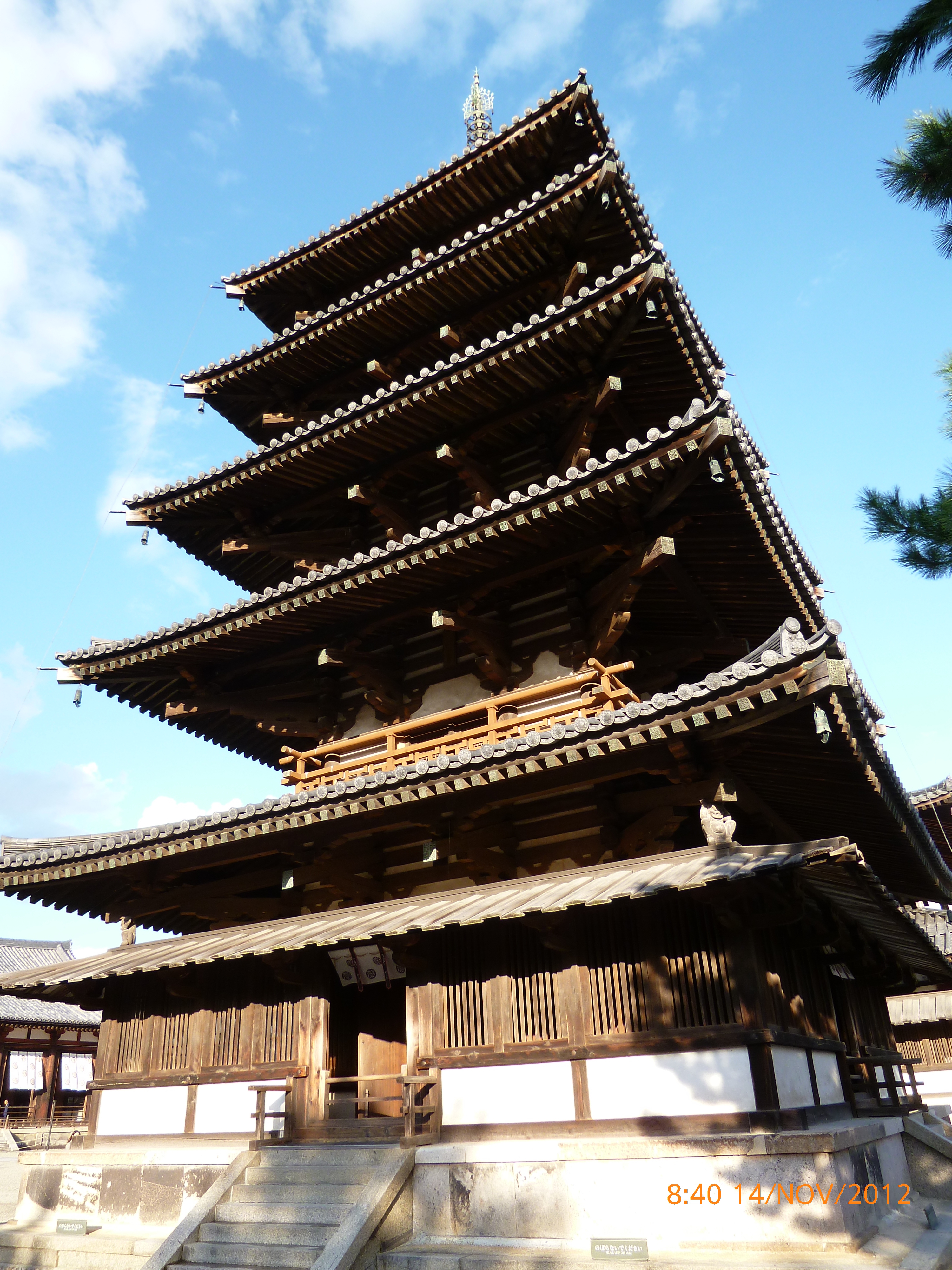
Monumento buddista nell'area Horyu-ji

La terza grande corrente del buddismo esistente in epoca contemporanea, la corrente Vajrayāna (Veicolo del diamante), è essa stessa uno sviluppo del buddismo Mahāyāna. Alle dottrine proprie del Mahāyāna quali ad esempio la vacuità (śunyātā), karuṇā, la bodhicitta il Vajrayāna aggiunge, allo scopo di poter realizzare "in questo corpo e in questa vita" l'"illuminazione profonda", alcuni insegnamenti "segreti" denominati come tantra e riportati nella propria letteratura religiosa.

## Canoni buddisti
Fra i testi più antichi del buddismo si annoverano i cosiddetti canoni: il Canone pāli (o Pāli Tipitaka), il Canone cinese (in cinese: 大藏經T, Dàzàng jīngP), e il Canone tibetano (composto dal Kangyur e dal Tenjur) così denominati in base alla lingua degli scritti.

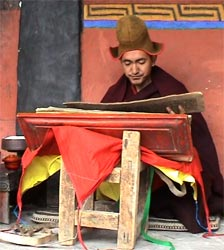
Il monaco buddista tibetano Geshe Konchog Wangdu legge dei sutra da una vecchia edizione xilografica del Kanjur.

Il Canone pāli è proprio del buddismo Theravāda, e si compone di tre piṭaka, o canestri successivamente raccolti in 57 volumi: il Vinaya Piṭaka, o canestro della disciplina, con le regole di vita dei monaci; il Sutta Piṭaka o canestro della dottrina, con i sermoni del Buddha; infine l'Abhidhamma Piṭaka o canestro della fenomenologia in ambito cosmologico, psicologico e metafisico, che raccoglie gli approfondimenti alla dottrina esposta nel Sutta Piṭaka.
Il Canone cinese si compone di 2.184 testi a cui vanno aggiunti 3.136 supplementi tutti raccolti successivamente in una edizione in 85 volumi.
Il Canone tibetano si suddivide in due raccolte, il Kangyur (composto da 600 testi, in 98 volumi, riporta discorsi attribuiti al Buddha Shakyamuni) e il Tanjur (Raccolta, in 224 volumi, di 3.626 testi tra commentari e insegnamenti).
Parte dei Canoni cinese e tibetano si rifanno ad un precedente Canone tradotto in sanscrito ibrido sotto l'Impero Kushan e poi andato in buona parte perduto. Questi due Canoni furono adottati dalla tradizione Mahāyāna che prevalse sia in Cina che in Tibet. Il Canone sanscrito riportava tutti i testi delle differenti antiche scuole e dei differenti insegnamenti presenti nell'Impero Kushan. La traduzione di tutte queste opere dalle originali lingue pracritiche a quella sanscrita (una sorta di lingua dotta 'internazionale' come lo fu il latino nel Medioevo europeo) fu voluta dagli stessi imperatori kushan. Buona parte di questi testi furono successivamente trasferiti in Tibet e in Cina sia da missionari kushani (ma anche persiani, sogdiani e khotanesi), sia riportati in patria da pellegrini. Da segnalare che le regole monastiche (Vinaya) delle scuole presenti in Tibet e in Cina derivano da due antichissime scuole indiane (vedi buddismo dei Nikāya), rispettivamente dalla Mūlasarvāstivāda e dalla Dharmaguptaka.

## Correnti del buddhismo

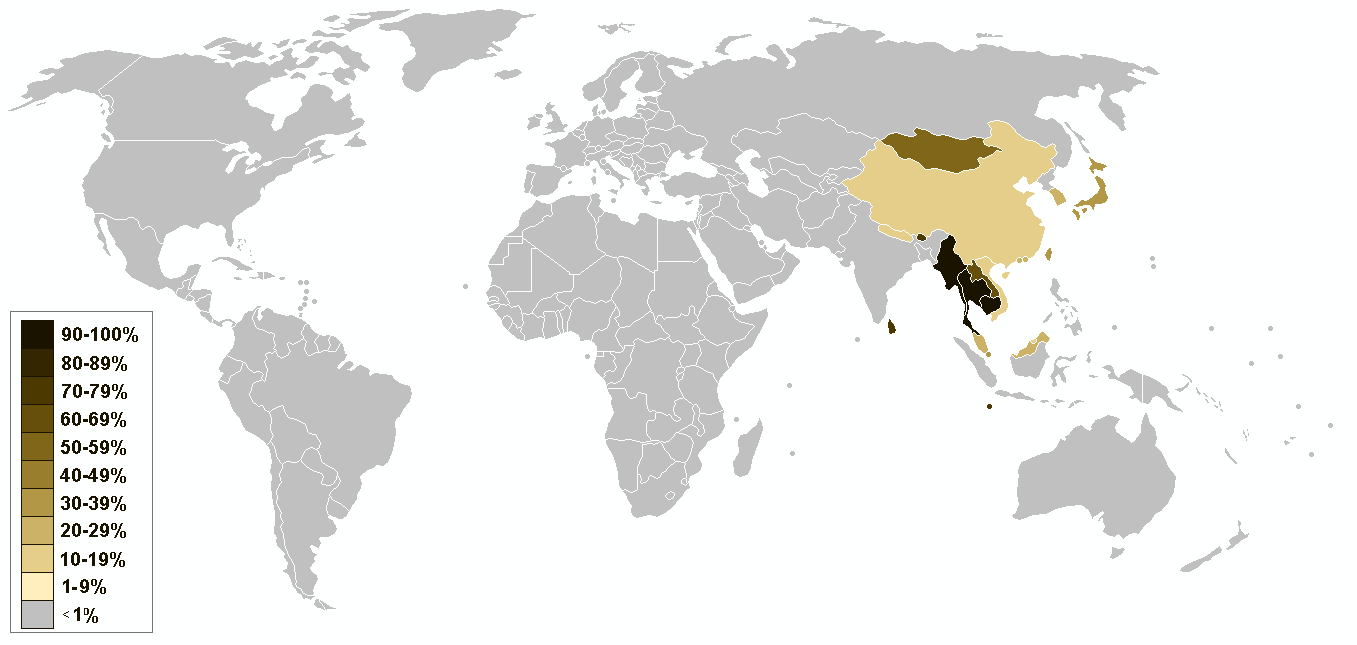
Diffusione del buddismo nel mondo

### In India
Il buddismo nacque in India, paese d'origine, approssimativamente attorno al VI secolo a.C. Tuttavia, durante più di 1500 anni di storia il buddhismo indiano ha sviluppato indirizzi e interpretazioni diverse, anche estremamente complesse. Lo sviluppo di tale complessità si rese necessario con il continuo confronto dottrinale sia all'esterno delle Comunità monastiche con le scuole brahmaniche e jaina, sia all'interno delle stesse per svelare progressivamente gli insegnamenti (soprattutto i cosiddetti "inesprimibili", sanscrito avyākṛtavastūni) contenuti negli antichi Āgama-Nikāya. Le scuole nate nel sub-continente indiano nel corso di questi 1500 anni di storia sono suddivisibili in tre gruppi:
- Il buddismo dei Nikāya, un insieme di scuole buddiste sorte nei primi secoli dopo la morte del Buddha Śākyamuni (vedi anche Concili buddisti) che non riconoscevano la canonicità degli insegnamenti riportati nei Prajñāpāramitā sūtra e nel Sutra del Loto, scritture successivamente denominate come sūtra Mahāyāna e che compaiono nel Canone cinese e nel Canone tibetano. Da una di queste scuole del buddismo dei Nikāya, la Vibhajyavāda, origina l'importante scuola cingalese, ancora diffusa nel Sud-Est asiatico, denominata Theravāda.
- buddismo Mahāyāna o del «Grande Veicolo», sviluppatosi a partire da alcune comunità buddiste antiche ma con l'accoglimento degli insegnamenti riportati nei Prajñāpāramitā Sūtra e del Sutra del Loto. Buona parte del buddismo indiano a partire dal II secolo fino alla sua scomparsa è rappresentato o influenzato da questa corrente, in seno alla quale meritano particolare menzione gli indirizzi Madhyamaka, Cittamātra e il buddismo Vajrayāna. La quasi totalità delle differenti scuole presenti in Estremo Oriente appartengono a questo Veicolo.
- Il buddismo tantrico è anch'esso Mahāyāna, e rappresenta la controparte buddista di un fenomeno più ampio nelle religioni dell'India, il tantrismo, che ha influenzato anche l'Induismo. Si sviluppò in seno al Buddismo Mahāyāna e ne influenzò profondamente la pratica, almeno dal VI secolo in poi. Anche noto come Mantrayāna, la sua forma più organizzata è più conosciuta come Buddismo Vajrayāna o Veicolo del Diamante. Antiche cronache del buddismo come la "Storia dell'avvento del dharma in India" (tib. rGyar-gar chos-'byung) redatta nel 1608 dallo storico tibetano Tāranātha Kunga Nyingpo attestano che, almeno dal X secolo, i centri universitari buddisti in India dispensavano soprattutto insegnamenti tantrici. Pressoché tutte le scuole tibetane, ma anche diverse scuole estremo-orientali come la giapponese Shingon, appartengono a questa tradizione.

### Il buddismo fuori dall'India
Tra le tradizioni che fuori dall'India hanno avuto una lunga storia e un'evoluzione in parte indipendente ricordiamo:

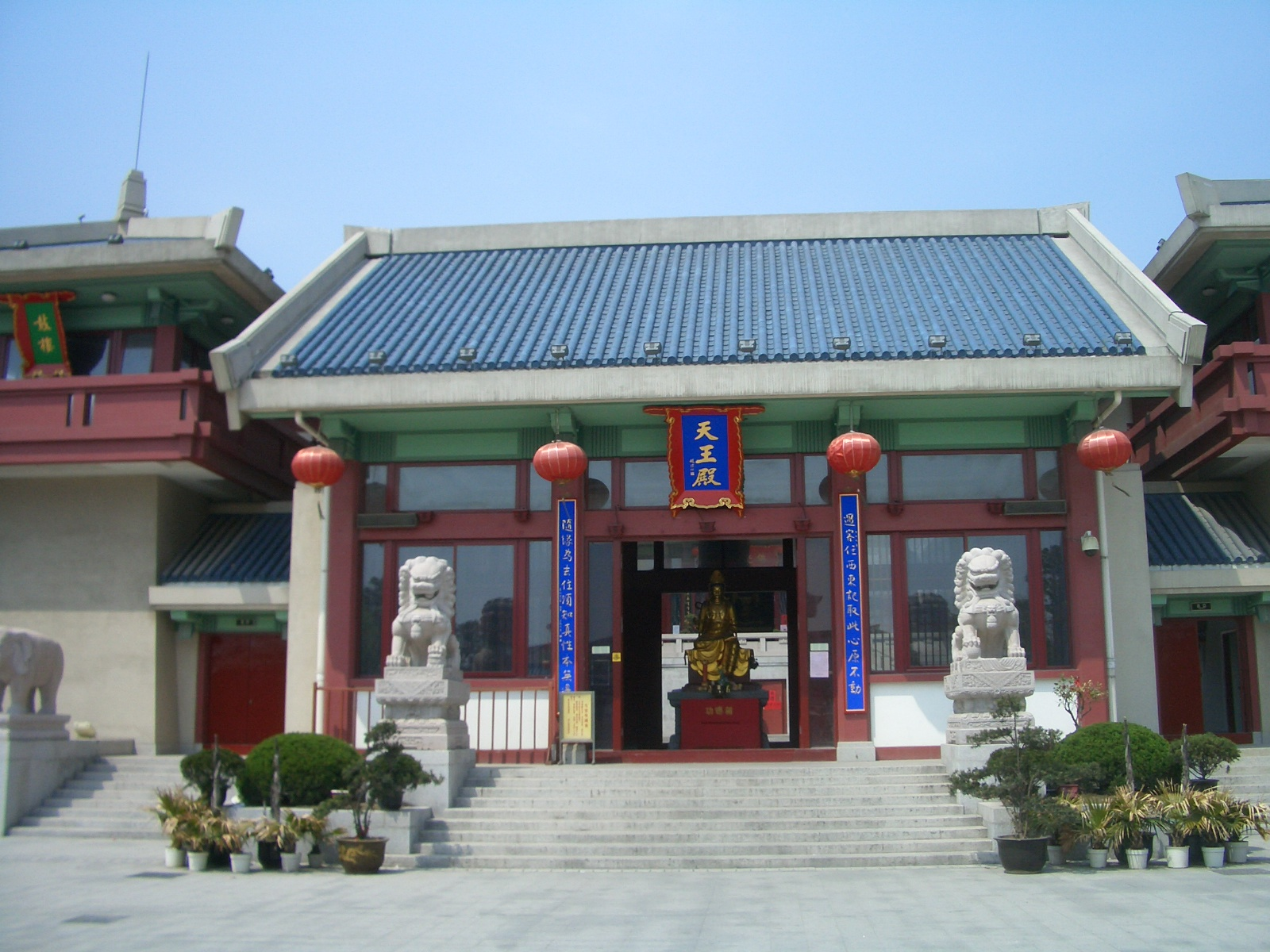
Un moderno tempio buddista a Qibao, Shanghai, Cina.

- Il buddismo Theravāda o degli Anziani: Sri Lanka, Myanmar, Thailandia, Cambogia e Laos.
- Il buddismo cinese, che è storicamente all'origine del buddismo coreano, del buddismo giapponese e di una parte del buddismo vietnamita. Dal buddismo giapponese proviene la scuola buddista Zen che unitamente al nuovo movimento religioso, anch'esso di origine giapponese, Soka Gakkai, risulta tra le scuole buddiste più diffuse in Occidente.
- Il buddismo tibetano praticato in Tibet e in Mongolia e in epoche diverse in Cina, Ladakh, Bhutan, parti del Nepal, presso i Tatari e i Calmucchi in Europa, nello Yunnan nord-orientale e, un tempo, come buddismo Vajrayāna in Asia Centrale, Kashmir, Giava, Birmania e Bengala.
- Il buddismo in Occidente presente negli Stati Uniti, in Europa (sono organizzati e rappresentati dall'Unione Buddisti Europea) e anche in Canada in Australia.

### Testi storiografici sul buddhismo, tutte le scuole e tutti i paesi
- Giovanni Filoramo (a cura di), Mario Piantelli, Ramon N. Prats, Erich Zürcher, Pier Paolo Del Campana, Heinz Beckert, Martin Baumann, Buddhismo, Bari, Laterza, 2007, ISBN 978-88-420-8363-4.
- Richard H. Robinson, Willard L. Johnson, La religione buddhista, Roma, Ubaldini, 1998, ISBN 88-340-1268-2.
- Henri-Charles Puech (a cura di), Giuseppe Tucci, André Bareau, Anne Marie Blondeau, Paul Demiéville, Gaston Renondau, Bernard Frank, Pierre Bernard Lafont, Mauro Bergonzi, Storia del Buddhismo, Bari, Laterza, 1984.

### Testi canonici afferenti albuddhismo dei Nikāyao albuddhismo Theravāda
Sono i testi ritenuti canonici da tutte le scuole buddhiste. Occorre ricordare che la scuola Theravāda considera "canoniche" solo le opere contenute nel Canone pāli.
- Nyanaponika Thera. Il cuore della meditazione buddhista, Roma, Ubaldini Editore, 1978.
- La Rivelazione del Buddha - I testi antichi, Raniero Gnoli (a cura di), Milano, Mondadori, 2001, ISBN 88-04-47898-5.

Contiene una selezione di scritti dal Canone pāli, dal Canone tibetano nonché un sūtra, lo Śālistambasūtra, scoperto agli inizi dello scorso secolo nel Gilgit.
- Canone buddhistico - Testi brevi, Vincenzo Talamo (a cura di), Torino, Bollati Boringhieri, 1961 (rist. 2000), ISBN 88-339-1260-4.

Contiene il Dhammapada, Itivuttaka e il Suttanipata estratti dal Canone pāli.
- Saṃyutta Nikāya, Vincenzo Talamo (a cura di), Roma, Ubaldini, 1998, ISBN 88-340-1293-3.

È la pubblicazione della terza raccolta contenuta nel Sutta Piṭaka del Canone pāli, il Saṃyutta Nikāya «Raccolta dei gruppi»
- Canone Buddhista - discorsi brevi, Pio Filippani-Ronconi (a cura di), Torino, UTET, 1968.

È la pubblicazione (in due volumi) della quinta raccolta contenuta nel Sutta Pitaka del Canone pali, il Khuddaka Nikāya «Raccolta dei testi brevi»
- I discorsi di Buddho, K. E. Neumann e G. de Lorenzo (a cura di), Bari, Laterza, 1916.

il Majjhima Nikāya tradotto in italiano, tre volumi

### Testi canonici per ilbuddhismo Mahāyāna
Sono testi considerati canonici solo dalle scuole del buddhismo Mahāyāna e del buddhismo Vajrayāna. Non sono ritenuti canonici dalla scuola Theravāda e dalle altre scuole del buddhismo dei Nikāya, queste ultime tutte scomparse.
- La Rivelazione del Buddha - Il Grande veicolo, Raniero Gnoli (a cura di), Milano, Mondadori, 2001, ISBN 88-04-51354-3.

Contiene una raccolta di sūtra del buddhismo Mahāyāna (tra gli altri contiene una traduzione integrale del Śūraṃgamasamādhi sūtra) e di tantra del buddhismo Vajrayāna nonché commentari ed opere esegetiche estratti dal Canone cinese e dal Canone tibetano
- Sutra del Loto, introduzione di Francesco Sferra, traduzione dal sanscrito e note di Luciana Meazza, Milano, BUR Biblioteca Univ. Rizzoli, 2001, ISBN 978-88-17-12704-2.
- Sutra del Loto, introduzione di Burton Watson, Milano, Edizioni Esperia, 1997, ISBN 88-86031-33-5.
- Il Sutra del Diamante, la cerca del paradiso, traduzione dal sanscrito, commento e note di Mauricio Y. Marassi, Genova-Milano, Marietti, 2011, ISBN 978-88-211-6517-7.
- I libri buddhisti della sapienza, introduzione di Edward Conze, Roma, Ubaldini, 1976.

Contiene la traduzione del Sutra del Diamante e del Sutra del Cuore.
- Vimalakīrti Nirdeśa sūtra, introduzione di Charles Luk, Roma, Ubaldini, 1982.
- Śāntideva, Bodhicaryāvatāra, introduzione di Paul Williams, Roma, Ubaldini, 1998, ISBN 978-88-340-1288-8.

### Miscellanea
- Stephen Batchelor, Il Buddhismo senza fede, Neri Pozza, 1998, EAN 9788873056508.
- Philippe Cornu, Dizionario del buddhismo, Bruno Mondadori, 2008.
- Alexandra David-Nèel, Il Buddhismo del Buddha, Genova, ECIG, 2003.
- Bernie Glassman, Cerchio infinito. La via buddhista all'Illuminazione, Mondadori, 2003.
- Peter Harvey, Introduzione al Buddhismo. Insegnamenti, storia e pratiche, Le Lettere, 1998, ISBN 88-7166-390-X.
- Christmas Humphreys, Dizionario buddhista, Astrolabio Ubaldini, 1981, ISBN 88-340-0681-X.
- Klaus K. Klostermeier, Buddhismo. Una introduzione, Fazi, 2005, ISBN 88-8112-603-6.
- Kulananda, Buddhismo, Armenia, 1997, ISBN 88-344-0785-7.
- Damien Keown, Buddhismo, Einaudi, 1996, ISBN 88-06-14797-8.
- Mauricio Y. Marassi, Gennaro Iorio, La via libera. Etica buddista e etica occidentale, Stella del Mattino editore, 2013, ISBN 978-88-908401-0-4.
- Mauricio Y. Marassi, Il Buddismo mahāyāna attraverso i luoghi, i tempi e le culture. L'India e cenni sul Tibet, Genova-Milano, Marietti, 2006, ISBN 88-211-6549-3.
- Mauricio Y. Marassi, Il Buddismo mahāyāna attraverso i luoghi, i tempi e le culture. La Cina, Genova-Milano, Marietti, 2009, ISBN 978-88-211-6533-7.
- Luciana Meazza, Le filosofie buddhiste, Xenia, 1998, ISBN 88-7273-300-6.
- Lama Ole Nydahl, Buddhismo della Via di Diamante, Mediterranee, 2000.
- Giangiorgio Pasqualotto, Illuminismo e illuminazione. La ragione occidentale e gli insegnamenti del Buddha, Roma, Donzelli, 1997, ISBN 88-7989-349-1.
- Mario Piantelli, Il Buddhismo Indiano, in Storia delle religioni - 4. Religioni dell'India e dell'Estremo Oriente, Giovanni Filoramo (a cura di), Roma-Bari, Laterza, 1996,  pp. 275-368.
- Marco Simionato, Buddhismo e senso comune. Filosofia della meditazione, Padova University Press, Padova 2022, ISBN 978-88-6938-289-5;  Free download. This work is licensed under a Creative Commons Attribution International License(CC BY-NC-ND) .